# Embia minor
Embia minor is een insectensoort uit de familie Embiidae, die tot de orde webspinners (Embioptera) behoort. De soort komt voor in India.
Embia minor is voor het eerst wetenschappelijk beschreven door Mukerji in 1927.